# M.E. Clifton James

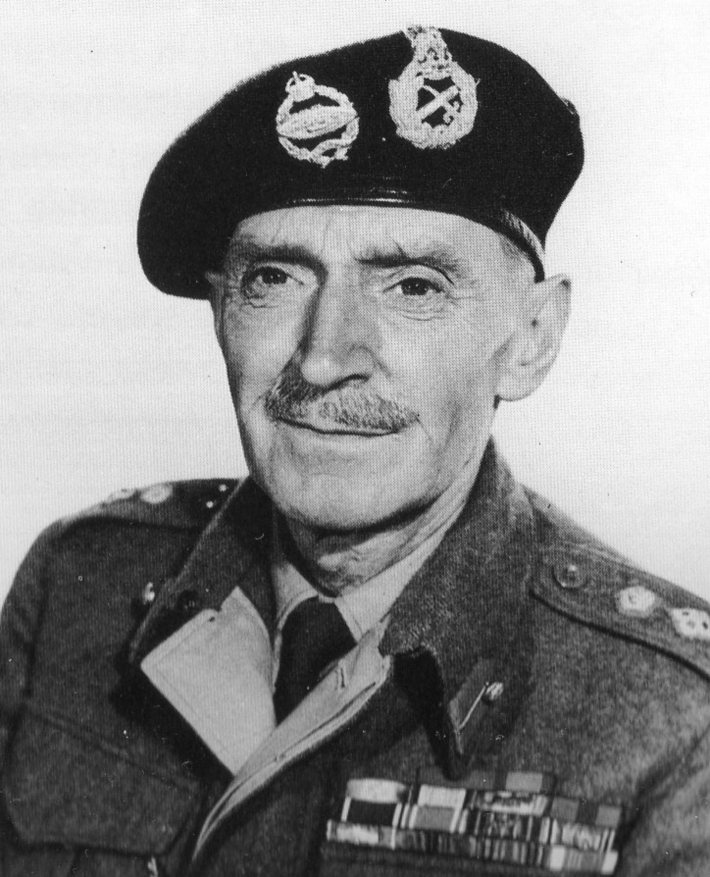
M.E. Clifton James

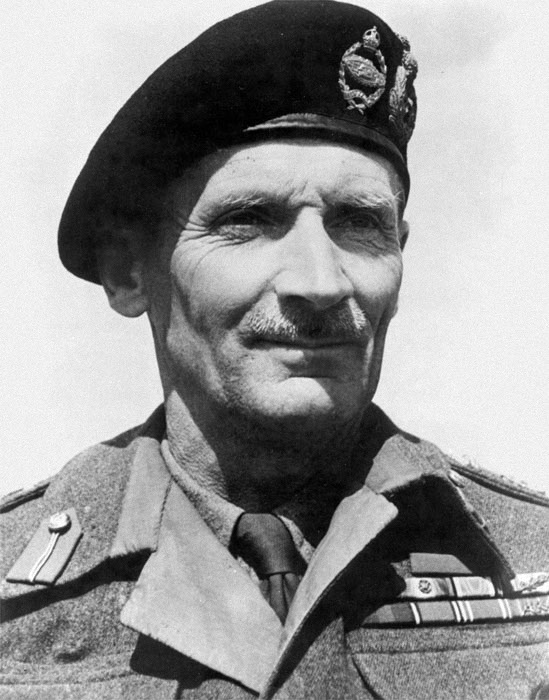
Bernard Law Montgomery

Meyrick Edward Clifton James (ur. w kwietniu 1898 w Perth, zm. 8 maja 1963 w Worthing) – australijski aktor i żołnierz, podobny do brytyjskiego marszałka polnego Bernarda Law Montgomery’ego, co zostało wykorzystane przez Security Service (MI5) w mistyfikacji podczas II wojny światowej.

## Życiorys
Clifton James urodził się w Perth w Australii Zachodniej jako najmłodszy syn znanego australijskiego urzędnika państwowego Johna Charlesa Horsey’ego Jamesa i jego żony Rebeki Catherine Clifton. Po służbie w Królewskich Fizylierach podczas I wojny światowej i uczestnictwie w bitwie nad Sommą, James zajął się aktorstwem, zaczynając od gaży wynoszącej 15 szylingów tygodniowo; grywał z Fredem Karno, który utorował Charliemu Chaplinowi drogę do sławy. Po wybuchu II wojny światowej zgłosił się na ochotnika do British Army jako artysta estradowy. Zamiast zostać przydzielonym do Entertainments National Service Association (ENSA), jak miał nadzieję, James został powołany w stopniu podporucznika do Royal Army Pay Corps (RAPC) w dniu 11 lipca 1940 roku i ostatecznie wysłany do Leicester, gdzie kontynuował swoją sceniczną karierę. W 1944 roku zauważono jego podobieństwo do Montgomery’ego i zatrudniono go, by udawał „Monty’ego” w ramach operacji mającej na celu oszukanie Niemców przed lądowaniem aliantów w Normandii.
Po demobilizacji w czerwcu 1946 roku, James usiłował bez powodzenia znaleźć zatrudnienie w teatrze, co zmusiło go do wystąpienia o zasiłek dla bezrobotnych, w celu wsparcia swojej żony i dwójki dzieci mieszkających w Londynie. W 1954 roku James opublikował książkę o swoich wyczynach, zatytułowaną „I Was Monty’s Double”, która stała się podstawą scenariusza filmu z 1958 roku o tym samym tytule. Scenariusz został „podrasowany” dla efektu: operacja Copperhead stała się operacją Hambone i dodano dodatkowe elementy komedii, niebezpieczeństwa i intrygi, w tym fikcyjną próbę porwania przez Niemców. M.E. Clifton James zmarł 8 maja 1963 roku w Worthing w hrabstwie West Sussex, w wieku 65 lat.